# Marin Mandić (svećenik)
Don Marin Mandić (Zakučac (Omiš), 12. kolovoza 1926. – Meksiko, 7. ožujka 2011.), hrvatski rimokatolički svećenik, salezijanac, pisac i misionar.

## Životopis

### Svećeničko djelovanje
[[Datoteka:Zadar_072_Mandić-Marin_Jelen-Janez_deca.jpg|mini|180px|desno|
Rođen je u Zakučcu (Omiš) 12. kolovoza 1926. godine. Maturirao je 1947. godine na Klasičnoj gimnaziji u Splitu. U Salezijansku družbu stupio je 1938. godine na Knežiji, a nakon novicijata u Sloveniji (Škrljevo) položio je 1944. godine prve redovničke zavjete. Bogosloviju je prve dvije godine studirao u Ljubljani, a nastavio i završio u Zagrebu. Za svećenika je zaređen 1953. Godine 1972. u Zagrebu je završio Filozofski fakultet. Bio je odgojitelj u Biskupskom sjemeništu u Zadru, trinaest godina odgojitelj i profesor salezijanskih sjemeništaraca u Križevcima i Rijeci, župnik i kapelan po raznim mjestima u Hrvatskoj, a u Podsusedu od 1960. do 1963., i Njemačkoj. Držao je duhovne vježbe u Hrvatskoj i Sloveniji te pučke misije u Hrvatskoj i Srbiji. U vrijeme rata u Bosni i Hercegovini od 1991. do 1995. godine bio je duhovnik sestara Klanjateljica Krvi Kristove u Bosanskom Aleksandrovcu kod Banje Luke. 

### Misionar
Nakon toga preuzima službu misionara u Meksiku, gdje je preko dvadeset godina bio misionar u plemenu Mixesu na jugu Meksika. Bavio se spisateljskim radom te je u vlastitoj nakladi izdao desetak knjiga, a u raznim časopisima i glasilima objavljivao članke, osvrte i rasprave. Umro je 7. ožujka 2011. u Meksiku u osamdesetpetoj godini života, šezdesetsedmoj redovničkih zavjeta i pedesetosmoj svećeništva. Pokopan je 9. ožujka u mjestu Tlahuitoltepecu, Mixe, Oaxaca, a sveta misa zadušnica slavljena je 10. ožujka 2011. u crkvi Marije Pomoćnice Kršćana – Kman, Split.